# Victor Verschueren
Victor Abel Verschueren, född 19 april 1893, var en belgisk bobåkare och ishockeyspelare som tävlade under 1920-talet. Verschueren kom trea i fyrmansbob vid olympiska vinterspelen 1924 och spelade även i det belgiska OS-laget i ishockey, som blev utslaget i första omgången.